# Servius-féle fal
A Servius-féle fal (murus Servii Tullii) a Servius király idejéből származó római fal, mely körülvette az egész akkori várost.
Vonalát maradványai nyomán csaknem teljes határozottsággal lehet megállapítani. Az Aventinus és Capitolinus közötti Tiberis-partot kereken 400 méter hosszúságban szintén a város belsejéhez kapcsolja a partokig épített fal.
Mivel így a Tiberisen át vezető ősrégi Sublicus híd (latinul pons Sublicius) egyenesen a város belső területére vezetett, a fal építésekor megerősítették a nyugati, jobb parti Ianiculum-domb magaslatát is.
Maga a Servius-féle fal hatalmas (59 cm × 59 cm × 150 cm) kövekből, a helyszínen tört tufából épült, a völgyekben úgy látszik kettős falazással, a dombok lejtőin a hegy szegélyénél valamivel alább. Legerősebb az Esquilina közti kb. 1300 méteren volt, ahol a 15 méter magas, 4 méter vastag fal előtt 30 méter széles és 9 méter mély árok húzódott, belülről pedig hatalmas földtöltés (agger Servii Tullii) emelkedett egészen a fal koronájáig, hogy a védők kényelmesen helyezkedhessenek el a fal oromzatánál. Bástyák – úgy tűnik – csak a kapuknál voltak.

## Modern kutatási eredmények
A hagyomány által Servius Tulliusnak (uralkodása: i. e. 578 – 535 között), Róma legendás 6. királyának, az etruszk dinasztia második tagjának tulajdonított fal építésére a modern kutatások eredményei szerint csak az i. e. 4. században, már a köztársaság korában kerülhetett sor. A fal anyaga Grotta Oscura kőbányájából származik, ami Veio etruszk város területén volt, ezért csak a város rómaiak által történt meghódítása (i. e. 396.) után juthattak hozzá ehhez az anyaghoz. A fal építését különösen motiválhatta az i. e. 390-ben az alliai csatában a galloktól elszenvedett vereség is. Titus Livius is beszámolt arról, hogy i. e. 378-ban a rómaiakat súlyos adók is terhelték egy új, a saxo quadrato technikával épült falrendszer építése miatt.

A Servius-féle fal Róma hét dombja körül
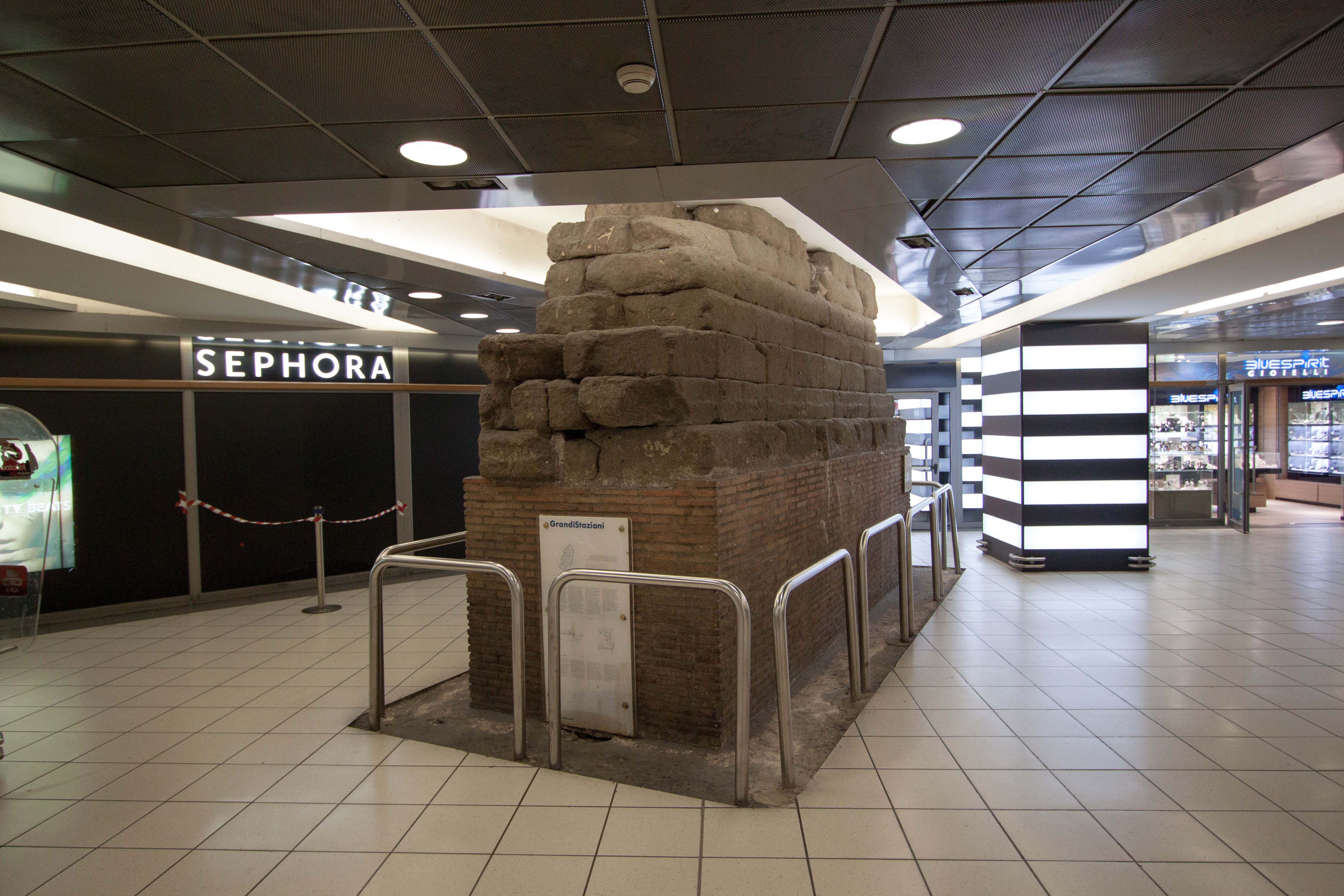
Falmaradványok a Roma Termini pályaudvaron
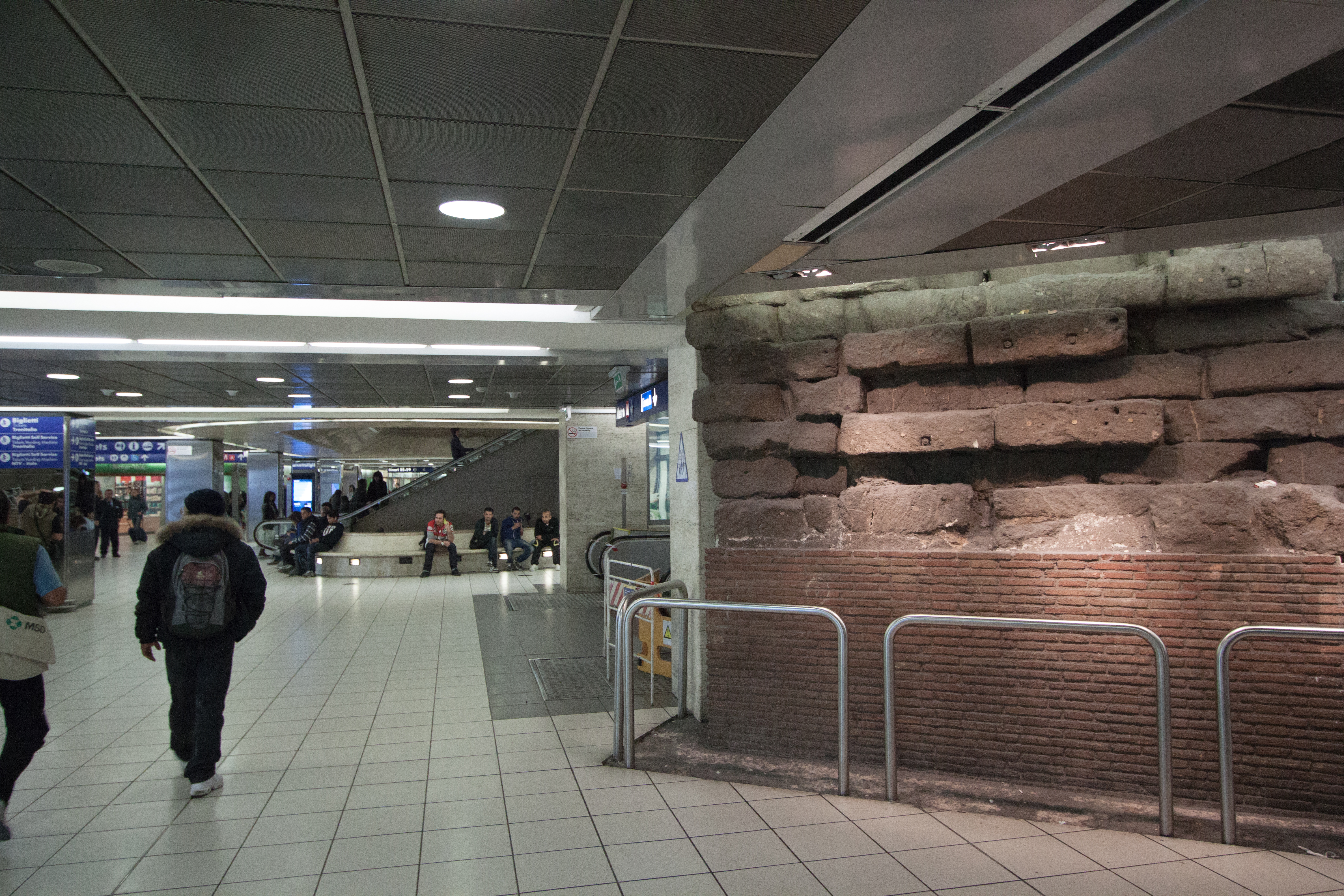
Falmaradványok a Roma Termini pályaudvaron

## Kapui
A városfal kapui a következők voltak:
- Porta Flumentana és Porta Carmentalis a Tiberis és Capitolinus között
- Porta Fontinalis, a Forum és a Campus Martius közötti útvonalon
- Porta Sanqualis, melynek maradványa egy kis kapuboltozat a palazzo Antonelli lépcsőházában
- Porta Salutaris, Salus templomáról elnevezve
- Porta Quirinalis Quirinus temploma közelében
- Servius aggerén három kapu állt:
  - a Porta Collina, a melynek maradványait az olasz királyi pénzügyminisztérium palotájának építésekor, 1872-ben találták meg s romboltak szét
  - a Porta Viminalis, az agger közepe táján
  - a Porta Esquilina – helyén Gallienus diadalíve
- a Porta Caelemontana a Caeliuson, helye kétes
- a Porta Querquetulana a Caeliuson, helye szintén kétes
- a Porta Capena, a via Appia és a via Latina kiinduló helye
- Az Aventinuson nyíltak:
  - a Porta Naevia, helye bizonytalan
  - a Porta Raudusculana, helye bizonytalan
  - a Porta Lavernalis, helye bizonytalan
  - a Porta Trigemina, az Aventinus északi sarkán
- A Porta Triumphalis nem városi kapu, hanem diadalív volt a Campus Martiuson.